# 森初果
森 初果（もり はつみ）は、日本の化学者。東京大学物性研究所所長を経て、東京大学副学長。東京大学物性研究所教授、科学技術振興機構研究主幹。日本学術会議会員。

## 人物・経歴
東京都出身。1979年東京都立富士高等学校卒業、お茶の水女子大学理学部化学科入学。1981年ラトガース大学理学部化学科3年生編入。1984年お茶の水女子大学理学部化学科卒業。1986年お茶の水女子大学大学院理学研究科修士課程修了、東京大学物性研究所文部技官。1989年超電導工学研究所研究員。1992年東京大学より理学博士の学位を取得、超電導工学研究所主任研究員。2000年新エネルギー・産業技術総合開発機構超伝導委員会委員。2001年超電導工学研究所主管研究員。同年東京大学物性研究所助教授。2007年東京大学物性研究所准教授。2010年東京大学物性研究所教授、分子科学会幹事。2011年日本学術会議連携会員。2013年日本物理学会理事。2014年分子科学研究所運営会議委員。2015年日本学術振興会学術システム研究センター専門研究員。2017年文部科学省科学技術・学術審議会専門委員。2018年東京大学物性研究所所長、高エネルギー加速器研究機構教育研研究評議会評議委員。2019年理化学研究所創発物性センターアドバイサリーカウンシル委員、東北大学金属材料研究所運営協議会委員、自然科学研究機構分子科学研究所国際諮問委員会外部委員。2020年日本学術会議会員、山田科学振興財団選考委員。2021年科学技術振興機構研究主幹、日本原子力研究開発機構中性子及び放射光利用研究開発・評価委員会委員、東北大学材料科学高等研究所アドバイザリーボード。2023年東京大学副学長 (学術経営戦略、国際協創、放射光施設、イノベーションコリドー）。

## 受賞歴
- 日本表面科学会論文賞 1991[3]
- 科学技術分野の文部科学大臣表彰科学技術賞（研究部門） 2016[3]
- 日本化学会学術賞 2018[3]